# Transport par le pipeline de l'Azerbaïdjan
 (juin 2018).
Si vous disposez d'ouvrages ou d'articles de référence ou si vous connaissez des sites web de qualité traitant du thème abordé ici, merci de compléter l'article en donnant les références utiles à sa vérifiabilité et en les liant à la section « Notes et références ».

Nabucco

Le transport par le pipeline de l'Azerbaïdjan est un type de transport de l'Azerbaïdjan, destiné principalement au transport de pétrole et de gaz naturel. 
Les pipelines constituent une voie rationnelle pour le transport des matières premières tant à l'intérieur du pays qu'à l'extérieur.

## Histoire
En Azerbaïdjan, le développement du transport par pipeline coïncide avec la période de développement de l'industrie pétrolière.
Le premier pipeline en Azerbaïdjan était un oléoduc entre les champs pétrolifères de Balakhani et une raffinerie de pétrole. Ce n'est qu'au début du XXIe siècle qu'un pipeline a été posé, assurant la libération du pétrole d'Abcheron sur les marchés mondiaux,.

## Gazoducs azerbaïdjanais
En 1931, un gazoduc d'une longueur de 12,6 km est installé.

### Pipelines de gaz internes
- Zira - Bakou
- Siyazan - Sumgait
- Garadagh - Sumgait
- Garadagh - Salyan
- Garadagh - Bakou
- Galmaz - Chirvan
- Siyazan - Guzdak

### Pipelines de gaz externes
- Garadagh - Agstafa - Tbilissi
- Gazimim - Astara - Abadan
- Bakou-Tbilissi-Erzurum
- Nabucco
- Gazoduc trans-caspien
- Le gazoduc trans-anatolien
- Pipeline de gaz trans-adriatique

## Oléoducs azerbaïdjanais

### Canalisations d'huile internes
- Balakhany - Ville noire
- Chirvan-Bakou : cet oléoduc, long de 134 km, a été posé en 1963.
- Chirvan-Dachgil : la longueur du pipeline est de 40 km.
- Siyazan-Bakou
- Neft Dachlari - Bakou
- Dubendi - Beuyuk Chor
- Dubendi - Kechla : la longueur du pipeline est de 40 km.
- Dubendi - Surakhany - Beuyuk Shor : la longueur du pipeline est de 40 km.
- Dachgil - Sangatchal - Kechla : la longueur du pipeline est de 90 km.
- Buzovna - Sabountchou : la longueur du pipeline est de 120 km.
- Binagadi - Kechla : la longueur du pipeline est de 8 km.

### Canalisations d'huile externes
- Oléoduc de Bakou à Batoumi : l'idée de construire cet oléoduc a été proposée par Dmitri Mendeleïev en 1880. Ce premier oléoduc, qui dépasse la frontière de l'Azerbaïdjan, a été mis en service en 1907 entre Bakou et Batoumi, bien que la construction ait commencé en 1897. La longueur du pipeline est de 860 km. Depuis 1930, ce pipeline a été utilisé pour transporter du pétrole brut.
- Oléoduc Bakou-Novorossiisk : l'accord sur le transport du pétrole de la mer Caspienne a été signé le 18 février 1996 à Moscou entre l'Azerbaïdjan et la Russie. La longueur totale du pipeline est de 1 330 km, dont 231 traversent le territoire de l'Azerbaïdjan. Le 25 octobre 1997, le premier lot de pétrole azerbaïdjanais a commencé à circuler à travers ce gazoduc vers le marché mondial. La capacité maximale quotidienne du pipeline est de 105 000 barils[4],[5].
- Oléoduc Bakou-Soupsa[6] : la construction a commencé en 1997. L'oléoduc a été mis en service en 1999, le 17 avril. La longueur totale du pipeline est de 920 km, dont 480 traversent le territoire azerbaïdjanais. Le gazoduc sert à transporter environ 15 millions de tonnes de pétrole caspien par an vers les pays occidentaux[7],[6],[8].
- Oléoduc Bakou-Tbilissi-Ceyhan : l'oléoduc a été mis en service en 1994, le 20 septembre, lorsque l'Azerbaïdjan et les compagnies pétrolières se sont mis d'accord sur le développement des champs Azeri-Chirag-Gunashli. Un accord sur la construction d'un oléoduc a été signé à Istanbul le 18 novembre 1999. La construction d'un oléoduc a commencé en avril 2003[6],[9],[10].